# The Heartland Institute
lO Heartland Institute é um think tank de políticas públicas norte-americano conservador e libertarista fundado em 1984 e com sede em Arlington Heights, no Illinois. A instituição desenvolve trabalhos em temas como reforma do sistema de ensino, despesas governamentais, impostos, cuidados de saúde, educação, políticas sobre tabagismo, aquecimento global, fraturamento hidráulico e ambientalismo de livre mercado.
Na década de 1990, o Heartland Institute trabalhou em conjunto com a tabaqueira Philip Morris com o objetivo de levantar dúvidas e negar os riscos para a saúde do fumo passivo e no lobbying contra a proibição de fumar.
 Na década de 2000, o instituto tornou-se um dos principais patrocinadores do negacionismo climático. O instituto rejeita o consenso científico sobre as alterações climáticas e alega que as políticas para o combater seriam prejudiciais para a economia.